# یادویگا روتسوفسکا
یادویگا روتسوفسکا (انگلیسی: Jadwiga Rutkowska; ۶ فوریهٔ ۱۹۳۴ – ۱۹ ژوئن ۲۰۰۴) بازیکن والیبال اهل لهستان بود.